# Żelazna maska (film 1929)
Żelazna maska (ang. The Iron Mask) – amerykański film z 1929 roku w reżyserii Allana Dwana. Adaptacja powieści Wicehrabia de Bragelonne autorstwa Aleksandra Dumasa (ojca).

## Obsada
- Douglas Fairbanks
- Belle Bennett
- Marguerite De La Motte
- Dorothy Revier
- Vera Lewis
- Rolfe Sedan